# Rubanostreptus confusus
Rubanostreptus confusus är en mångfotingart som först beskrevs av Carl Graf Attems 1914.  Rubanostreptus confusus ingår i släktet Rubanostreptus och familjen Spirostreptidae. Inga underarter finns listade i Catalogue of Life.